# Branchinecta potassa
Branchinecta potassa är en kräftdjursart som beskrevs av Denton Belk 1979. Branchinecta potassa ingår i släktet Branchinecta och familjen Branchinectidae. Inga underarter finns listade.